# Marco Antonio Ruiz
Marco Antonio Ruiz García (* 12. Juli 1969 in Tampico, Tamaulipas), auch bekannt unter dem Spitznamen Chima, ist ein ehemaliger mexikanischer Fußballspieler, der vorwiegend im Mittelfeld agierte. 

## Leben

### Verein
Marco Antonio Ruiz begann seine Karriere als Profifußballspieler unmittelbar nach der im eigenen Land ausgetragenen Fußball-Weltmeisterschaft 1986 bei seinem Heimatverein Tampico-Madero FC, für den er vier Jahre tätig war. Im Sommer 1990 wechselte er zu den Tigres de la UANL, bei denen er die meiste Zeit seiner aktiven Laufbahn verbrachte und in deren Reihen er auch seine aktive Karriere im Jahr 2004 beendete. Dazwischen war er eine Spielzeit (1992/93) für Gallos Blancos Querétaro sowie dreieinhalb Jahre (Mitte 1998 bis Ende 2001) für Chivas Guadalajara tätig. 

### Nationalmannschaft
Im Zeitraum zwischen dem 20. September 2000 (2:0 gegen Ecuador) und dem 20. Juni 2001 (1:3 gegen Honduras) absolvierte Ruiz insgesamt 16 Länderspieleinsätze für die mexikanische Nationalmannschaft, bei denen ihm (gleich im ersten Spiel zum 2:0-Endstand) ein Treffer gelang. Seine Nationalmannschaftskarriere war einzig mit dem Nationaltrainer Enrique Meza verbunden, der ihn ins Team holte und unter dem er Stammspieler von „El Tri“ war. Als Meza aufgrund negativer Resultate in der WM-Qualifikation für 2002 entlassen wurde, war es auch mit Ruiz’ Nationalmannschaftskarriere vorbei.

## Erfolge
- Mexikanischer Vizemeister: Invierno 1998, Apertura 2003